# Stornara
Stornara község (comune) Olaszország Puglia régiójában, Foggia megyében.

## Fekvése
A Tavoliere delle Puglie egyik települése Foggiától délkeletre.

## Története
A település története a 17. századra nyúlik vissza.

## Népessége
A lakosság számának alakulása:

## Főbb látnivalói
- San Rocco-templom
- Palazzo Schiavone